# Вессобрунн
Вессобрунн (нім. Wessobrunn) — громада в Німеччині, розташована в землі Баварія. Підпорядковується адміністративному округу Верхня Баварія. Входить до складу району Вайльгайм-Шонгау.
Площа — 51,11 км2. Населення становить 2243 ос. (станом на 31 грудня 2020).